# Juan Cabanilles
Juan Bautista José Cabanilles y Barrerá (ochrzczony 6 września 1644 w Algemesí, zm. 29 kwietnia 1712 w Walencji) – hiszpański kompozytor, organista i ksiądz.
Od 1665 roku do śmierci pełnił funkcję organisty katedry w Walencji. Jego twórczość naśladowało wielu hiszpańskich organistów, dla których był mistrzem i wzorem do naśladowania.
Twórczość:
- msza 6-gł. z towarzyszeniem basso continuo
- Magnificat 12-gł. (niedokończony)
- psalm 12-gł.
- 2 villancicos 3- i 15-gł. z towarzyszeniem basso continuo
- versos: 30 do hymnów, 7 do Salve Regina, 32 do Magnificatu, 10 do nieszporów i ok. 500 do psalmów
- 2 cykle ordinarium
- 96 pojedynczych wersetów mszalnych
- 49 opracowań hymnów
- 183 tienta
- 6 toccat
- 2 batalie
- cykle wariacji